# Zinkfluorid
Zinkfluorid ist eine chemische Verbindung von Zink und Fluor aus der Gruppe der Halogenide.

## Gewinnung und Darstellung
Zinkfluorid kann durch direkte Reaktion von Zink mit Fluor oder durch Reaktion von Fluorwasserstoff mit Zink unter Entstehung von Wasserstoff (H2) gewonnen werden. Es kommt auch als Tetrahydrat vor.
Alternativ ist auch die Gewinnung aus Fluorwasserstoff und Zinkcarbonat möglich.
{\displaystyle \mathrm {ZnCO_{3}+2\ HF\rightarrow ZnF_{2}+CO_{2}+H_{2}O} }

## Eigenschaften
Zinkfluorid hat eine Rutil-Kristallstruktur (Raumgruppe P42/mnm (Raumgruppen-Nr. 136)) mit sechs Zinkatomen was (im Gegensatz zu den anderen Zinkhalogeniden) zu einer ionischen Bindung und der schlechten Löslichkeit in Wasser führt. 
Zinkfluorid hydrolysiert in heißem Wasser zu Zinkhydroxidfluorid Zn(OH)F.

## Verwendung
Zinkfluorid dient als Holzschutzmittel und kann zur Herstellung von anderen Fluorverbindungen wie Phosphortrifluorid verwendet werden.